# Libeň (Prag)
Libeň (deutsch Lieben) ist ein Stadtteil der tschechischen Hauptstadt Prag.

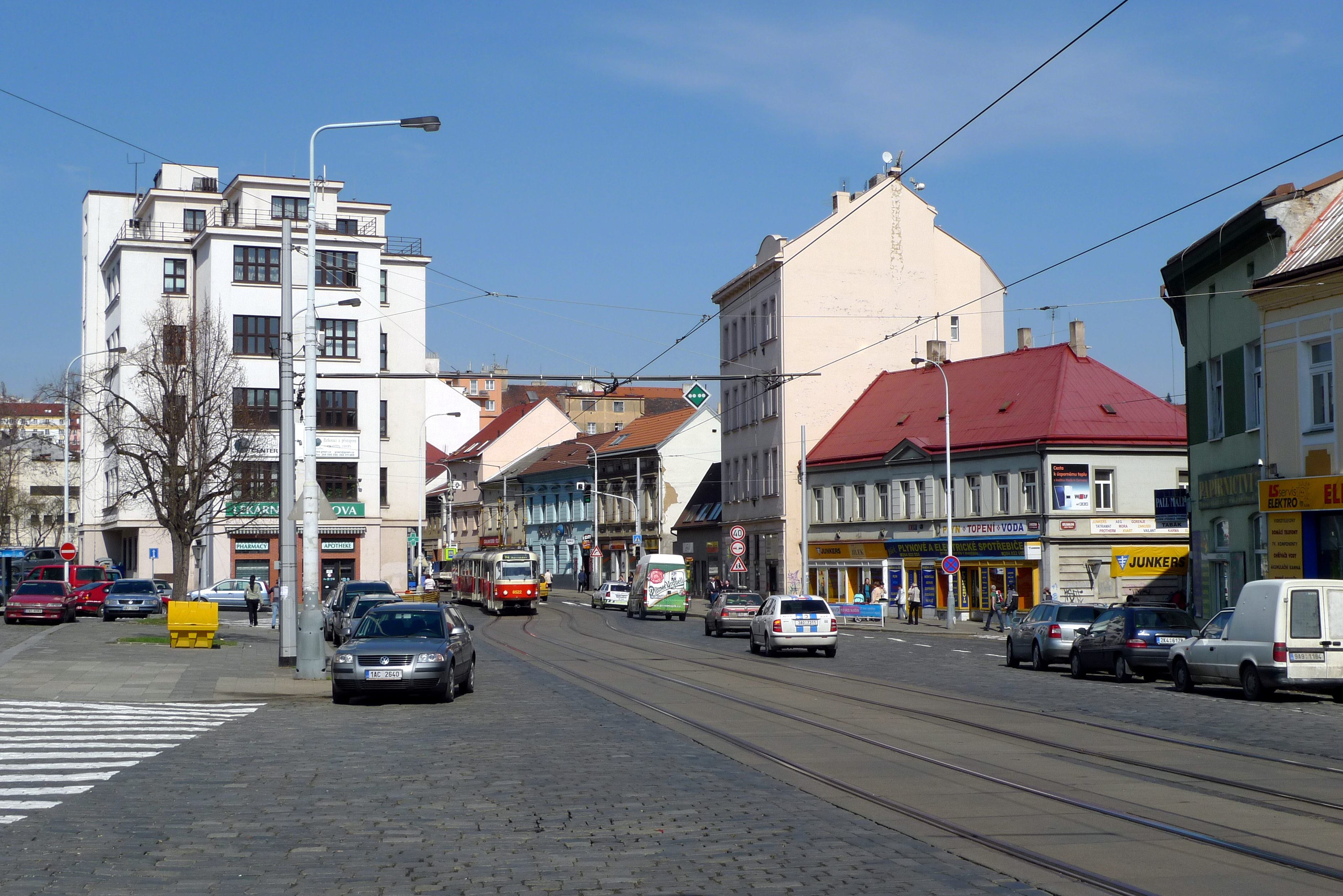
Niederlieben

## Geschichte
Libeň wurde vermutlich zu Beginn der Geschichtsschreibung Böhmens gegründet. Die ersten schriftlichen Nachweise stammen von 1039, jedoch weisen archäologische Funde auf eine ältere Besiedlung hin. In böhmischen Sagen soll hier Libussa ihre Weissagungen prophezeit und von hier aus ihr Land verwaltet haben.
Aus dieser Zeit wird auch von einer Feste am Ufer des Flusses Rokytka berichtet. Erster nachgewiesener Herrscher der Feste war Winzer Bavor. Die Weinberge gehörten bis in das 14. Jahrhundert hinein den Herren von Podviní. Die ersten Grundherren des Dorfes waren von 1363 bis 1436 das Geschlecht der Rotlev, es folgte die Familie des Bäckers Wenzel Cook, die Adeligen von Ludmila z Chýš a z Jirně, Wenzel von Swarau (Václav ze Svárova), Johann von Cimburg (Jan Vlašimský z Cimburka) und dem Heeresführer Václav Vlček z Minic a z Čenova.
Im Frieden von Lieben wurde 1608 im Schloss Libeň ein Friedensvertrag zwischen dem Kaiser des Heiligen Römischen Reiches Rudolf II. und seinem Bruder Matthias unterzeichnet.

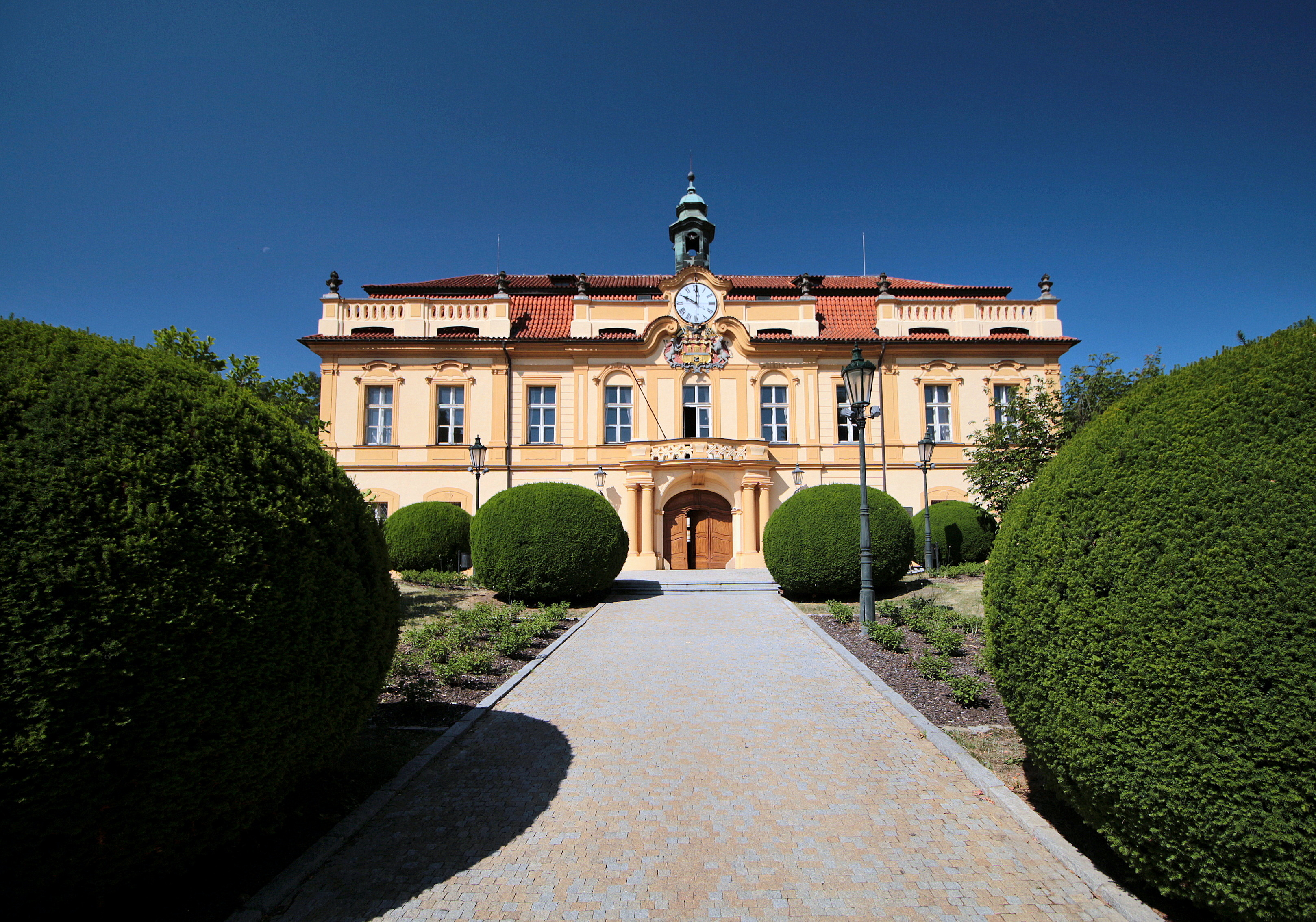
Schloss Libeň

Bis 1662, als Libeň der Prager Altstadt verkauft wurde, folgten die Adeligen von Ruppa, Siegmund Holetz von Blumenaau (Zikmund Holec z Květnice), Unterkämmerer der böhmischen Krone Nikolaus Brückener von Brückstein (Mikuláš Bryknar z Brukštejna) und schließlich Johann Hartwig von Nostitz (Jan Hartvík z Nostic). Zum Zeitpunkt des Verkaufes durch die Nosticer (Nostitzer) gehörten zum Ort ein Schloss mit einer Kapelle, Mälzerei, Mühle, Insel, eine verlassene Papierfabrik mit einem Hammerwerk, Zollstation und Fischereirechte in der Moldau. Eine Bierbrauerei hat es hier auch gegeben (siehe die Straßennamen – U Libenskeho pivovaru (Am Libener Bierbrauhaus) und Pivovarnicka (Brauereistraße)). Auch eine Schiffswerft gibt es hier an der Moldau (Ceske Lodenice), wo jetzt noch auch größere Schiffe für die Binnenschifffahrt gebaut werden. Libeň war auch ein Domizil verfolgter Juden, Ende des 16. Jahrhunderts trug der Stadtteil im Volksmund den Namen „Judendorf“.
Nach dem Kauf durch die Stadt Prag wurde Libeň ein beliebtes Ausflugsziel und Sommersitz Prager Bürgermeister und Stadtbeamten. Später wurde hier eine Besserungsanstalt eingerichtet. 1769 ließ der Altstadt-Bürgermeister Friedrich von Friedenberg (Bedřich z Friedenberka) am alten Schloss die Rokoko-Kapelle restaurieren, die mit Fresken des Künstlers Raab ausgeschmückt wurden. 1770 bis 1773 war Libeň Sitz der böhmischen Königin, Erzherzogin Maria Theresia, 1786 des Kaisers Josef II. Auch Kaiser Leopold II. weilte vor seiner Krönung in Libeň, im Jahr 1803 war es 6 Wochen lang Franz I. mit seinem Hof. 1849 wurde die hier residierende Verwaltung nach Karlín verlegt.
Am 29. September 1898 wurde das Dorf zur Stadt ernannt. Im Jahre 1900 zählte die Stadt, bestehend aus Altlieben, Jüdisch Lieben, Kleinholeschowitz und Neulieben 21242 Einwohner. Der letzte Bürgermeister war Josef Voctář. 1901 wurde die Stadt Libeň nach Prag eingemeindet. Bekannt wurde der Stadtteil auch durch das Attentat am 27. Mai 1942 auf den stellvertretenden Reichsprotektor für Böhmen und Mähren Reinhard Heydrich. Dieser starb später in dem hiesigen Krankenhaus Bulovka. Im Jahr 1991 hatte der Stadtteil 29.476 Einwohner. Im Jahr 2001 bestand Libeň aus 1719 Wohnhäusern, in denen 27.506 Menschen lebten.

## Öffentliche Einrichtungen
Es gibt hier eine Kirche, eine Grundschule, ein Gymnasium, ein Ärztehaus und einen Park auf der Anhöhe über dem Libeňer Schloß sowie ein großes Sporthaus des Sokol mit einem Falken-Wappen und den Fußballplatz „Meteor“.
Ebenfalls in Libeň liegen zwei der Prager jüdischen Friedhöfe, nämlich der Alte und der Neue  Jüdische Friedhof Prag-Libeň.
Im Schloss Libeň sitzt die Verwaltung des Ortsteils und hier finden standesamtliche Hochzeiten statt. Das Krankenhaus Bulovka ist ein großes Areal mit einzelnen Häusern für Frauenheilkunde und Geburtsklinik sowie Radiologie.

## In der Literatur

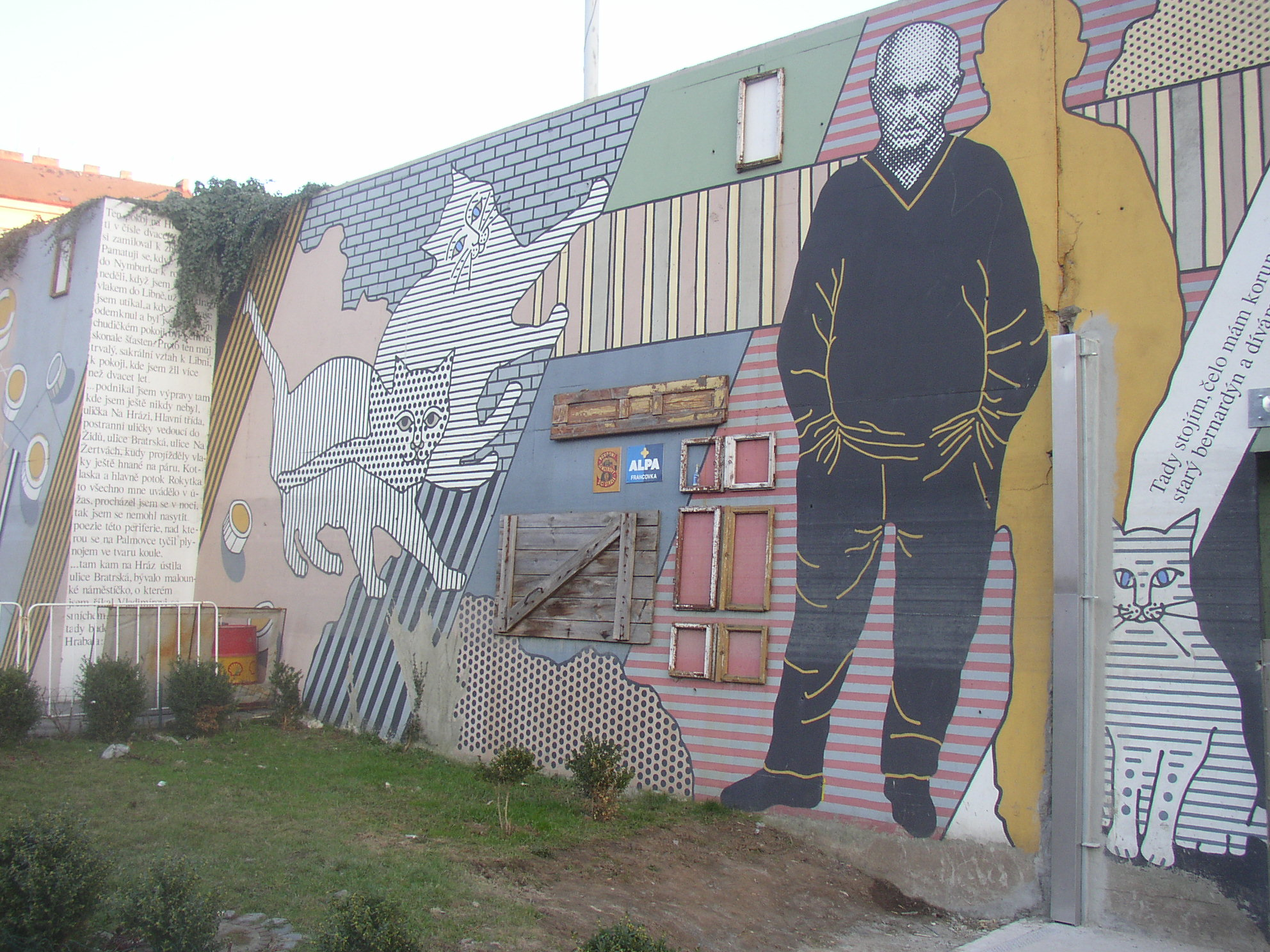
Die Bohumil-Hrabal-Wand in Prag-Libeň

Libeň war von 1950 bis 1973 Jahre Wohnsitz des bedeutenden tschechischen Schriftstellers Bohumil Hrabal (1914–1997). Hier schrieb er viele seiner wichtigsten Werke (z. B. Scharf überwachte Züge, Ich habe den englischen König bedient - beide verfilmt von Jiří Menzel). In verschiedenen Romanen und Erzählungen (Hochzeiten im Hause, Ich dachte an die goldenen Zeiten, Sanfte Barbaren, Automat Welt u. a.) porträtierte er Leben und Menschen des Stadtteils. So findet sich bei ihm u. a. auch eine Schilderung der endgültigen Zerstörung des Alten Jüdischen Friedhofs in den 1960er Jahren. Erst als Hrabals Wohnhaus (im Hinterhof von Na Hrázi 24) einem Ausbau der Busstation weichen musste, zog er mit seiner Frau Eliška Plevová aus Libeň nach Prag-Kobylisy. Heute erinnert an dieser Stelle eine „Bohumil-Hrabal-Wand“, 1999 von Tatiana Svatošová gestaltet, an den Künstler. Sie zählt zu den Sehenswürdigkeiten im Stadtteil. Zudem wurde der Platz an der nahegelegenen großen Nahverkehrsstation Palmovka nach Bohumil Hrabal benannt.

## Verkehr

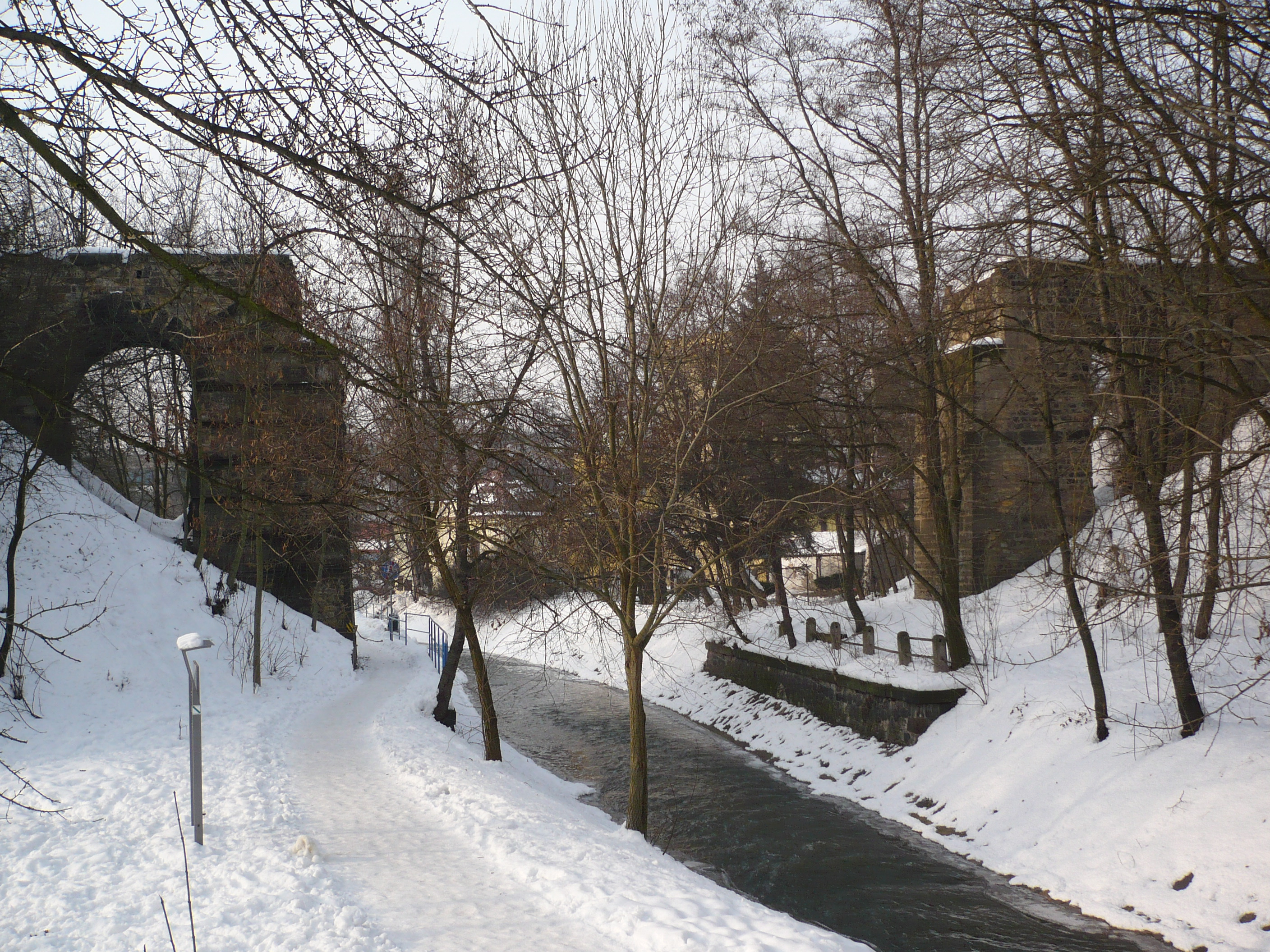
Reste des Viadukts der ehemaligen Bahnstrecke zwischen Praha-Vysočany und Praha-Libeň dolní nádraží über die Rokytka in Praha-Libeň (Januar 2010)

Der Bahnhof Praha-Libeň an der Bahnstrecke Česká Třebová–Praha, ehemals Praha-Libeň horní nádraží („oberer Bahnhof“), umfasst neben dem Personenbahnhof den einzigen kleinen Rangierbahnhof des Eisenbahnknotens Prag, nachdem der wesentlich größere Rangierbahnhof Vršovice im Südosten der Stadt stillgelegt wurde.
Bis 1972 wurde auch noch der Bahnhof Praha-Libeň dolní nádraží („unterer Bahnhof“) an der Bahnstrecke Lysá nad Labem–Praha im Personenverkehr bedient. Seit 1984 ist dieser Streckenabschnitt endgültig stillgelegt und weitgehend abgebaut.
Libeň wird unter anderem durch die Prager U-Bahn-Linie B erschlossen.

## Söhne und Töchter des Ortes
- Naftali Herz Homberg (1749–1841), jüdischer Pädagoge
- Ernestine Schumann-Heink (1861–1936), Opernsängerin
- Jan Pašek (1891–1960), Maler